# 三娘子

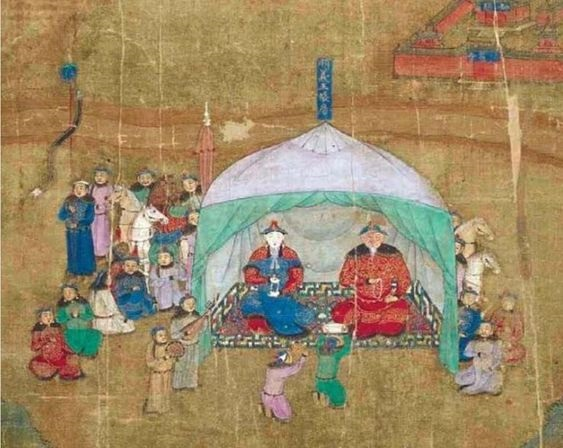
明人描绘俺答汗和三娘子的画

三娘子（又称克兔哈屯，1550年—1612年），蒙古文《俺答汗传》称其为烏訥楚鐘金哈屯（鲍培转写：为「献上品」之意），瓦剌奇喇古特氏，漠南蒙古俺答汗妻。土默特部皈依藏傳佛教後，稱為阿利雅達喇（多羅菩薩之化身）。
明萬曆十年（1582年）春，俺答汗逝世，依蒙古風俗三娘子被俺答汗子僧格收繼。僧格死後，再嫁其子撦力克。三娘子嫁給三任土默特部首領，掌握兵權，為明朝守邊保塞，眾人畏服，明朝政府敕封為忠順夫人。而宣大至甘肅地區，不用兵二十年。

## 生平

### 早年經歷
鐘金哈屯，明代史料也称也兒克兔哈屯（意为“有权力的可敦”），是瓦剌（西蒙古衛拉特）奇喇古特部落首領哲恆阿哈之女。三娘子生得不僅骨貌清麗，而且聰明睿智，通蒙古文字，酷愛讀書，很有才華。1558年（嘉靖三十七年），漠南蒙古土默特首領俺答汗帶兵來到四衛拉特，遣使至三娘子之父哲恆阿哈處，欲與他和親。後者將親生女兒鐘金（即三娘子）獻於俺答汗，此時的三娘子才8歲，從此三娘子登上了歷史舞台。1568年，俺答再攻瓦剌，途中三娘子为他生子不他失禮。

### 大板升之戰
1570年（隆慶四年），由於俺答汗之孫把汗那吉投明，蒙明雙方以此為契機談和，由此促成俺答封贡實現和平友好。1571年，雙方達成互市協議，長達二百餘年的明蒙交戰狀態基本結束。很多作者將三娘子描述為和平締造者。1578年，他和俺答汗至青海仰华寺谒见第三世达赖喇嘛索南嘉措，皈依藏传佛教格鲁派，被尊為多羅菩薩之化身阿利雅達喇（羅馬化：Ārya Tārā）。1581年，协助俺答汗建成呼和浩特城，她之后长期住在这里，因此又称三娘子城。
俺答汗去世後，土默特部失去了強有力的領袖，權力開始分散。各領主間由爭奪市賞發展到爭奪部落、權位，終於釀釀成內亂，三娘子是這個過程的關鍵人物之一。
1583年，辛爱黄台吉（僧格）娶父妾三娘子為哈屯，承襲順義王爵，号称“彻辰汗”（乞庆哈）。同年10月，掌管板升的把漢那吉墜馬而死。當時三娘子握有兵符、王印，頗有勢力。她見大成比吉（把漢那吉妻）擁俺答所遺諸部落及板升甚雄，謀欲為自己的親生兒子不他失禮與之結婚，以為“果爾，則我可因而得諸部落，而我強盛矣”，圖謀吞併板升及把漢那吉所屬部眾。阿勒坦汗義子、“用事臣”恰台吉不答應。於是三娘子調集精兵圍攻大板升，並擄掠恰台吉等部畜產，致使許多部眾四處逃散，甚至要求進入明邊避難。這場內亂持續4年之久。
1585年，她和僧格汗迎请索南嘉措到土默特传教，并主持俺答汗火化仪式。僧格汗去世，王位的繼承人是撦力克洪台吉，娘子卻藏匿王篆、兵符拒不交出，“欲私其所愛子不他失禮”。因而導致了撦力克和三娘子的尖銳對立。這場繼位危機經明廷出面斡旋，撮合撦力克與三娘子合婚，矛盾始得緩和。最後撦力克承襲王爵，1587年，三娘子被封為忠順夫人，將大成比吉嫁給不他失禮，作了個皆大歡喜的結局。
1591年，督促撦力克从青海东归，避免蒙古与明军的冲突。

### 晚年
三娘子晚年縱容其孫素囊台吉（不他失禮子），憑藉軍事實力（掌握西哨兵權）和經濟實力（擁有板升），用武力驅逐王位繼承人卜失兔（博碩克圖）。1611年，那木兒台吉聯合73家台吉聲討素囊。三娘子、素囊祖孫調集兵馬，決心訴諸武力。明廷深恐危及封疆，遂由宣大總督塗宗浚出面調停，結果雙方達成暫時妥協，卜失兔於1613年襲順義王爵，素囊升為都督同知。萬曆四十年（1612年）四月，三娘子去世，終年63歲。明朝朝廷给予“祭七坛”的隆重祭祀典礼，当时人称赞她“功比边壮士十万不止”。